# غورغيانا فريمان
غورغيانا فريمان (بالإنجليزية: Georgiana Freeman)‏ هي منافسة ألعاب القوى غامبية، ولدت في 24 مارس 1956.

## وصلات خارجية
- غورغيانا فريمان على موقع أوليمبيديا (الإنجليزية)
- غورغيانا فريمان على موقع اتحاد ألعاب الكومنولث (مؤرشف) (الإنجليزية)